# Moranida manselli
Moranida manselli là một loài côn trùng trong họ Nemopteridae thuộc bộ Neuroptera. Loài này được Miller & Stange miêu tả năm 1989.